# Bussac-sur-Charente
Pour les articles homonymes, voir Bussac.
Bussac-sur-Charente est une commune du Sud-Ouest de la France située dans le département de la Charente-Maritime (région Nouvelle-Aquitaine). Ses habitants sont appelés les Bussacais et les Bussacaises.
Commune suburbaine de la première couronne de l'aire urbaine de Saintes, Bussac-sur-Charente est avant tout une commune résidentielle dans la basse vallée de la Charente.

## Géographie

### Localisation et accès
La commune de Bussac-sur-Charente se situe dans le Centre-Est du département de la Charente-Maritime, en région Nouvelle-Aquitaine, dans l'ancienne province de Saintonge. Elle appartient au Midi de la France — plus précisément au « Midi atlantique ».
Bussac-sur-Charente est une commune située sur la rive droite de la Charente, en aval de Saintes, dont le fleuve sert de délimitation administrative, la séparant de la grande ville voisine. Elle possède un petit finage communal de 9,98 km2.
Grâce à son site de vallée fluviale, pourtant ici assez étroite, la commune est traversée du sud-est au nord-ouest par deux axes de communication qui longent le fleuve ; d’une part, la voie ferrée Nantes-Bordeaux et, d’autre part, la route départementale D 114 qui relie Saintes, située à 4 km, à Saint-Savinien, située à 15 km.

### Communes limitrophes
| Port-d'Envaux | Saint-Vaize |              |
|               | Bussac      | Le Douhet    |
| Saintes       |             | Fontcouverte |

### Géologie et relief
Si le bourg est situé à une faible hauteur de 11 mètres, il domine le site d’un petit méandre de la Charente qui correspond aux parties les plus basses de la commune, situées à environ deux mètres d’altitude, et qui sont sujettes à de fréquentes inondations lors des crues hivernales du fleuve.
En bordure du plateau de la Saintonge, au nord, l’altitude s'élève jusqu’à 60 mètres, altitude maximale de la commune, l’altimétrie moyenne de la commune étant d’environ 31 m.
Le territoire est formé à la fois du site alluvial de la vallée de la Charente, entrecoupé de vallons étroits, et des collines élevées qui correspondent aux versants méridionaux du plateau calcaire des Borderies, ce dernier constituant ici un des prolongements naturels de la Saintonge au nord du fleuve.

### Hydrographie
Deux modestes ruisseaux bornent son territoire communal avant de se jeter dans la Charente. Le ruisseau du Gros-Roc qui coule au nord et à l'ouest de la commune la sépare de Saint-Vaize et Le Douhet tandis que le petit ruisseau de la Font-Morillon, qui prend sa source dans la commune voisine de Fontcouverte, rejoint le fleuve à Port-Berteau.

### Végétation
Son territoire communal est peu boisé avec environ 250 ha de bois.
Les collines élevées sont boisées sur leurs versants, quelquefois abrupts, et leurs sommets sont demeurés longtemps le terrain de prédilection de la vigne.

## Urbanisme

### Typologie
Au 1er janvier 2024, Bussac-sur-Charente est catégorisée bourg rural, selon la nouvelle grille communale de densité à 7 niveaux définie par l'Insee en 2022.
Elle est située hors unité urbaine. Par ailleurs la commune fait partie de l'aire d'attraction de Saintes, dont elle est une commune de la couronne,. Cette aire, qui regroupe 62 communes, est catégorisée dans les aires de 50 000 à moins de 200 000 habitants,.

### Occupation des sols
L'occupation des sols de la commune, telle qu'elle ressort de la base de données européenne d’occupation biophysique des sols Corine Land Cover (CLC), est marquée par l'importance des territoires agricoles (60,2 % en 2018), une proportion sensiblement équivalente à celle de 1990 (59,7 %). La répartition détaillée en 2018 est la suivante : 
zones agricoles hétérogènes (37,6 %), forêts (30,5 %), terres arables (12,3 %), prairies (10,3 %), zones urbanisées (9,4 %). L'évolution de l’occupation des sols de la commune et de ses infrastructures peut être observée sur les différentes représentations cartographiques du territoire : la carte de Cassini (XVIIIe siècle), la carte d'état-major (1820-1866) et les cartes ou photos aériennes de l'IGN pour la période actuelle (1950 à aujourd'hui).

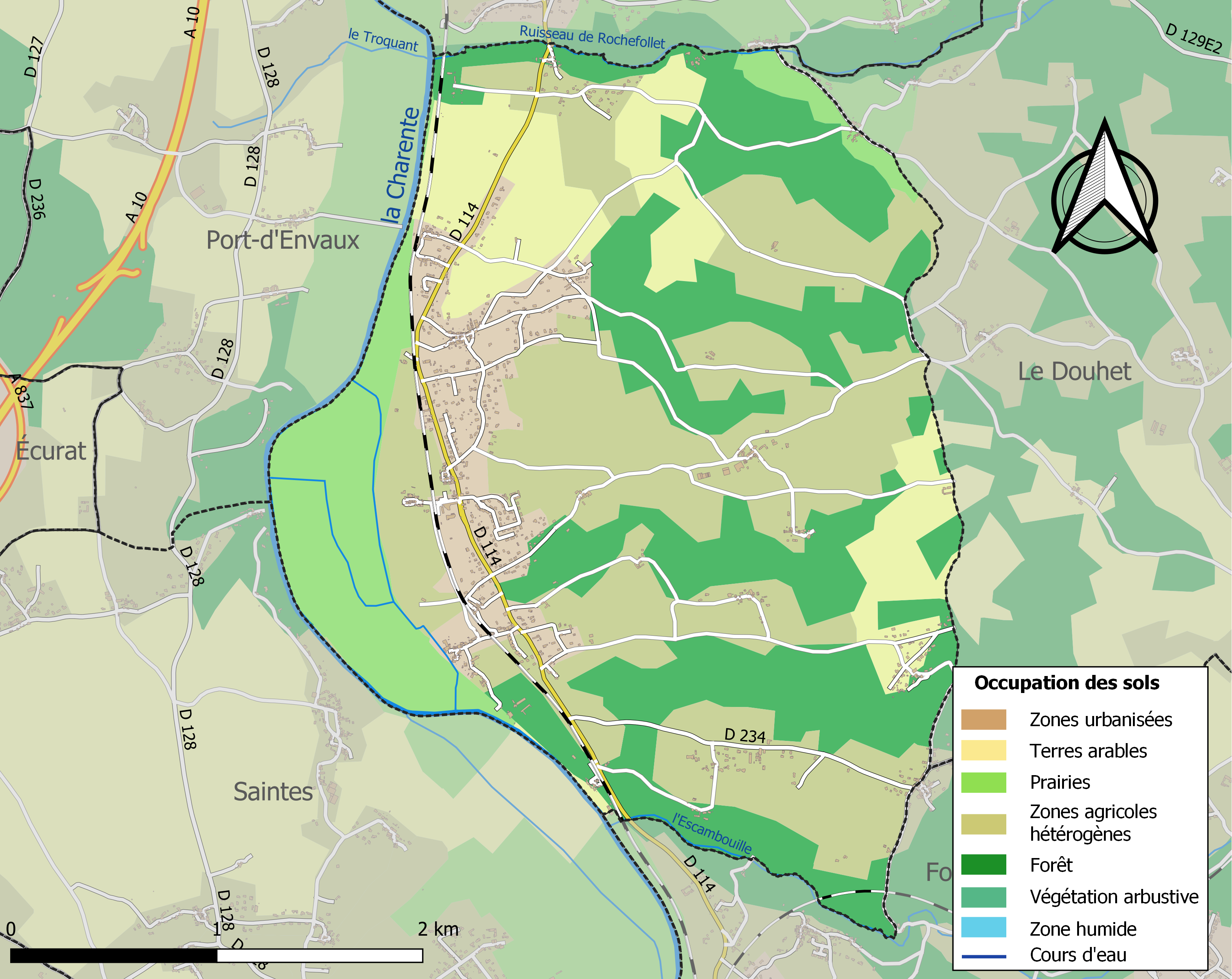
Carte des infrastructures et de l'occupation des sols de la commune en 2018 (CLC).

### Risques majeurs
Le territoire de la commune de Bussac-sur-Charente est vulnérable à différents aléas naturels : météorologiques (tempête, orage, neige, grand froid, canicule ou sécheresse), inondations, mouvements de terrains et séisme (sismicité modérée). Il est également exposé à un risque technologique, le transport de matières dangereuses. Un site publié par le BRGM permet d'évaluer simplement et rapidement les risques d'un bien localisé soit par son adresse soit par le numéro de sa parcelle.

#### Risques naturels
Certaines parties du territoire communal sont susceptibles d’être affectées par le risque d’inondation par débordement de cours d'eau, notamment la Charente. La commune a été reconnue en état de catastrophe naturelle au titre des dommages causés par les inondations et coulées de boue survenues en 1982, 1993, 1999, 2010, 2019 et 2021,.

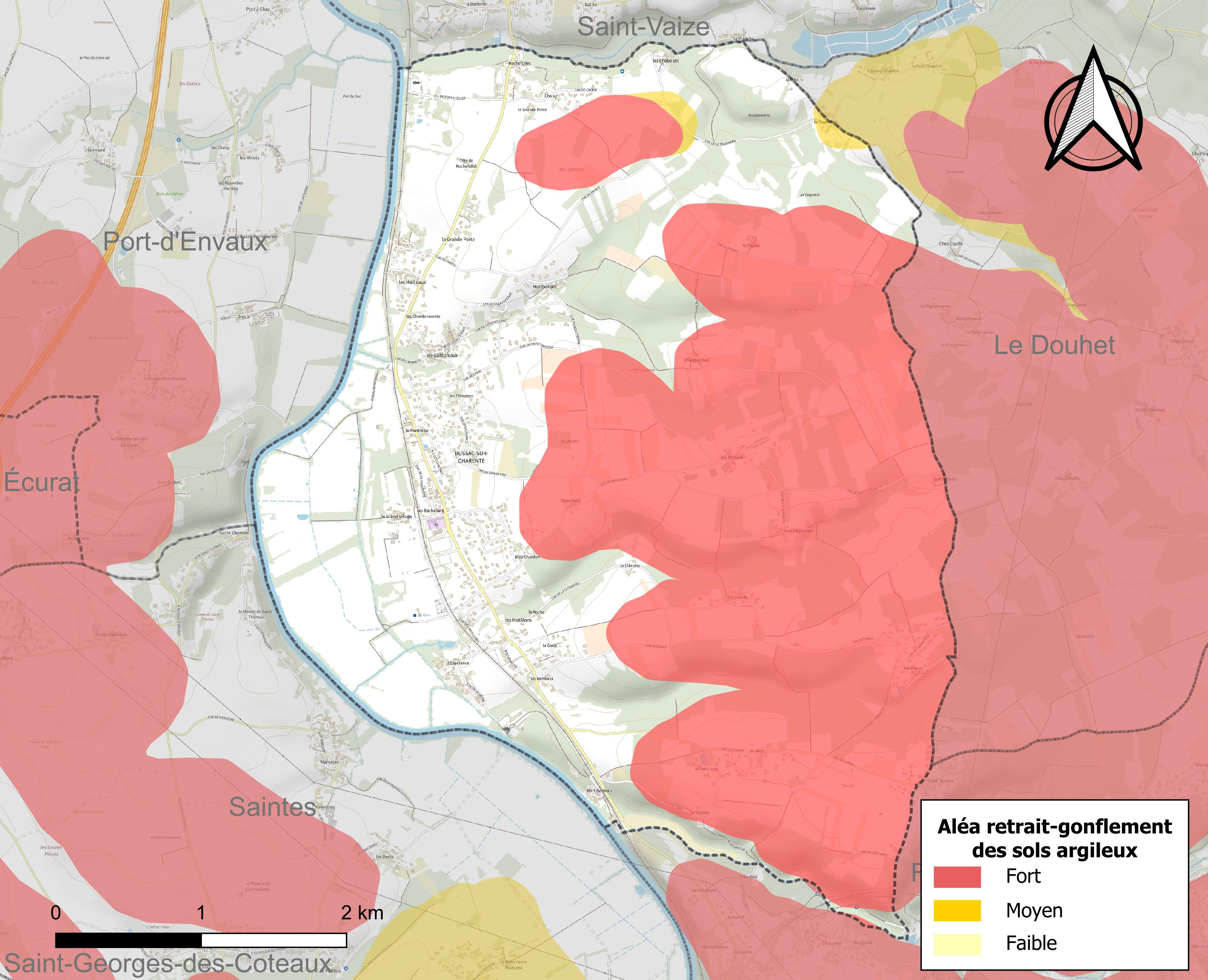
Carte des zones d'aléa retrait-gonflement des sols argileux de Bussac-sur-Charente.

Les mouvements de terrains susceptibles de se produire sur la commune sont des affaissements et effondrements liés aux cavités souterraines (hors mines) et des tassements différentiels. Par ailleurs, afin de mieux appréhender le risque d’affaissement de terrain, l'inventaire national des cavités souterraines permet de localiser celles situées sur la commune.
Le retrait-gonflement des sols argileux est susceptible d'engendrer des dommages importants aux bâtiments en cas d’alternance de périodes de sécheresse et de pluie. 48,3 % de la superficie communale est en aléa moyen ou fort (54,2 % au niveau départemental et 48,5 % au niveau national). Sur les 630 bâtiments dénombrés sur la commune en 2019, 142 sont en aléa moyen ou fort, soit 23 %, à comparer aux 57 % au niveau départemental et 54 % au niveau national. Une cartographie de l'exposition du territoire national au retrait gonflement des sols argileux est disponible sur le site du BRGM,.
Par ailleurs, afin de mieux appréhender le risque d’affaissement de terrain, l'inventaire national des cavités souterraines permet de localiser celles situées sur la commune.
Concernant les mouvements de terrains, la commune a été reconnue en état de catastrophe naturelle au titre des dommages causés par la sécheresse en 1989, 2003, 2005, 2011 et 2018 et par des mouvements de terrain en 1999 et 2010.

#### Risques technologiques
Le risque de transport de matières dangereuses sur la commune est lié à sa traversée par une ou des infrastructures routières ou ferroviaires importantes ou la présence d'une canalisation de transport d'hydrocarbures. Un accident se produisant sur de telles infrastructures est susceptible d’avoir des effets graves sur les biens, les personnes ou l'environnement, selon la nature du matériau transporté. Des dispositions d’urbanisme peuvent être préconisées en conséquence.

## Toponymie
Le nom de Bussac vient d'un nom de personnage gallo-roman ou latin Buccius suivi du suffixe -acum, indiquant le « domaine de Buccius ».

## Histoire
Grâce à l'excellence de sa situation géographique, Bussac a toujours su tirer avantage de sa position en bordure du fleuve.

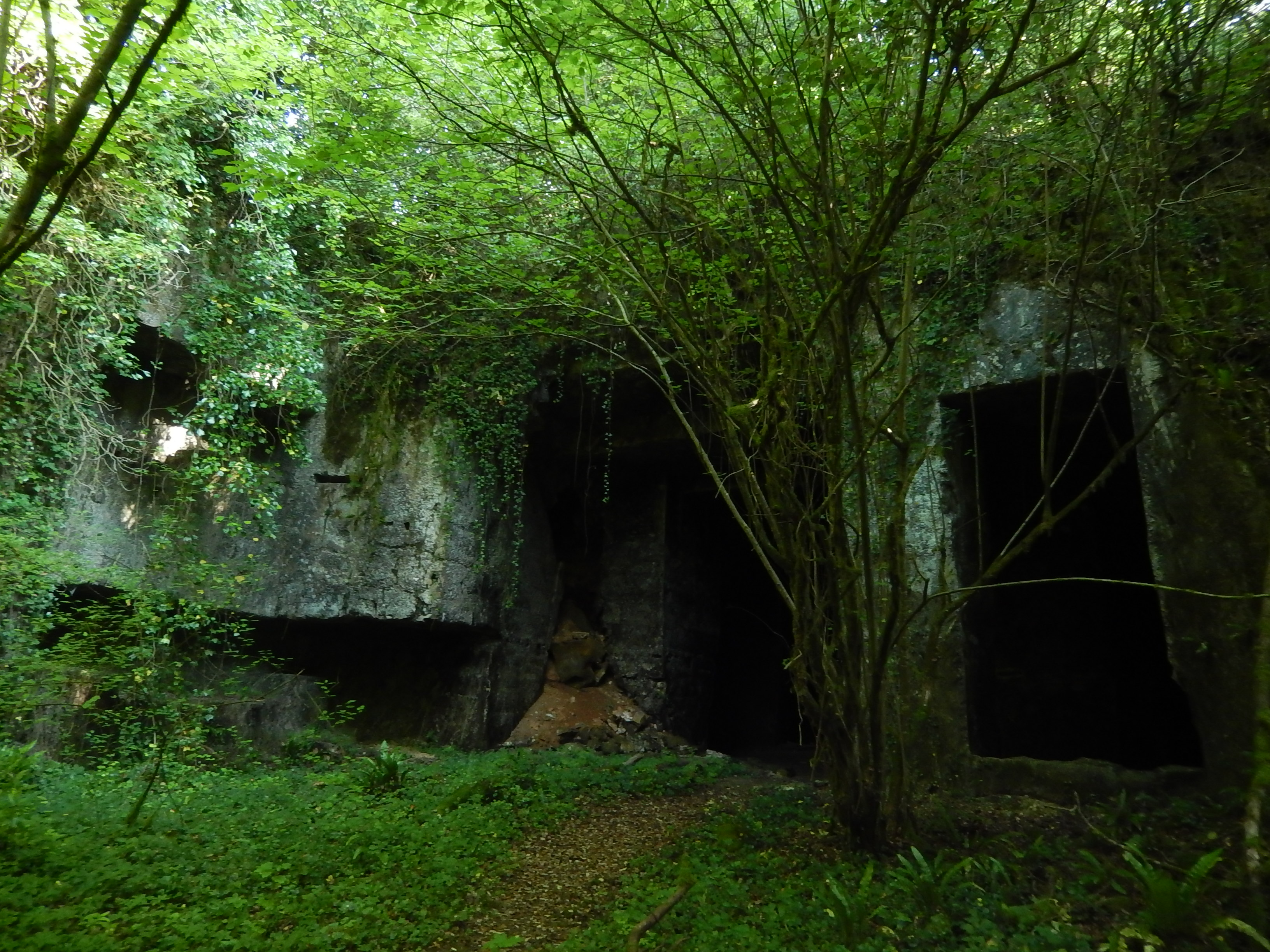
D'anciennes carrières de pierre situées dans le nord de la commune.

Elle fut tout d'abord un centre de batellerie actif sur la Charente aux XVIIIe et XIXe siècles avec ses deux petits ports fluviaux, dont Port-Berteau, qui servaient d’entrepôts des produits agricoles et d'expédition de la pierre calcaire extraite dans les carrières de la commune. Cependant, le trafic fluvial périclita inexorablement jusqu'au début du XXe siècle, et Bussac connut alors un temps d'assoupissement qui dura jusqu'à la veille de la Seconde Guerre mondiale.
Aujourd'hui, la commune profite pleinement de sa proximité de Saintes, n'étant située qu'à 4 km de cette dernière, et elle est devenue une commune résidentielle particulièrement recherchée.

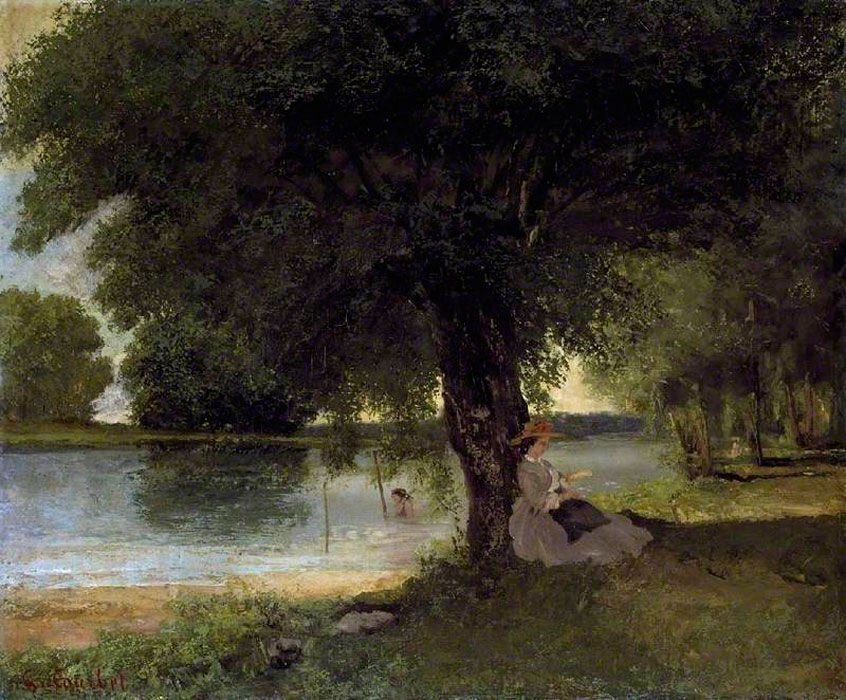
La Charente à Port-Berteau, huile sur toile (54×62 cm) peinte en 1862 par Gustave Courbet.

C'est que, de bonne heure, Bussac a toujours été un lieu de plaisance et de villégiature, prisé assidûment par l’aristocratie ecclésiastique et la bourgeoisie urbaine de Saintes dès le XVIIe siècle. La présence de deux châteaux dont l’un date du XVIIe siècle et le second des années 1850 atteste de cette attractivité des lieux. De plus, le site pittoresque de Port-Berteau, en amont de Bussac, en fit un lieu d’agrément très recherché par les peintres paysagistes du XIXe siècle dont Courbet et Corot furent les plus éminents artistes.
Aujourd'hui, Bussac-sur-Charente fait partie de la première couronne périurbaine de Saintes. C'est une commune attractive qui a connu une transformation considérable, caractérisée autant par un essor spectaculaire de sa population que par la densification de son habitat (voir article à démographie).
Bussac a pris officiellement le nom de Bussac-sur-Charente seulement depuis 1984.

## Politique et administration

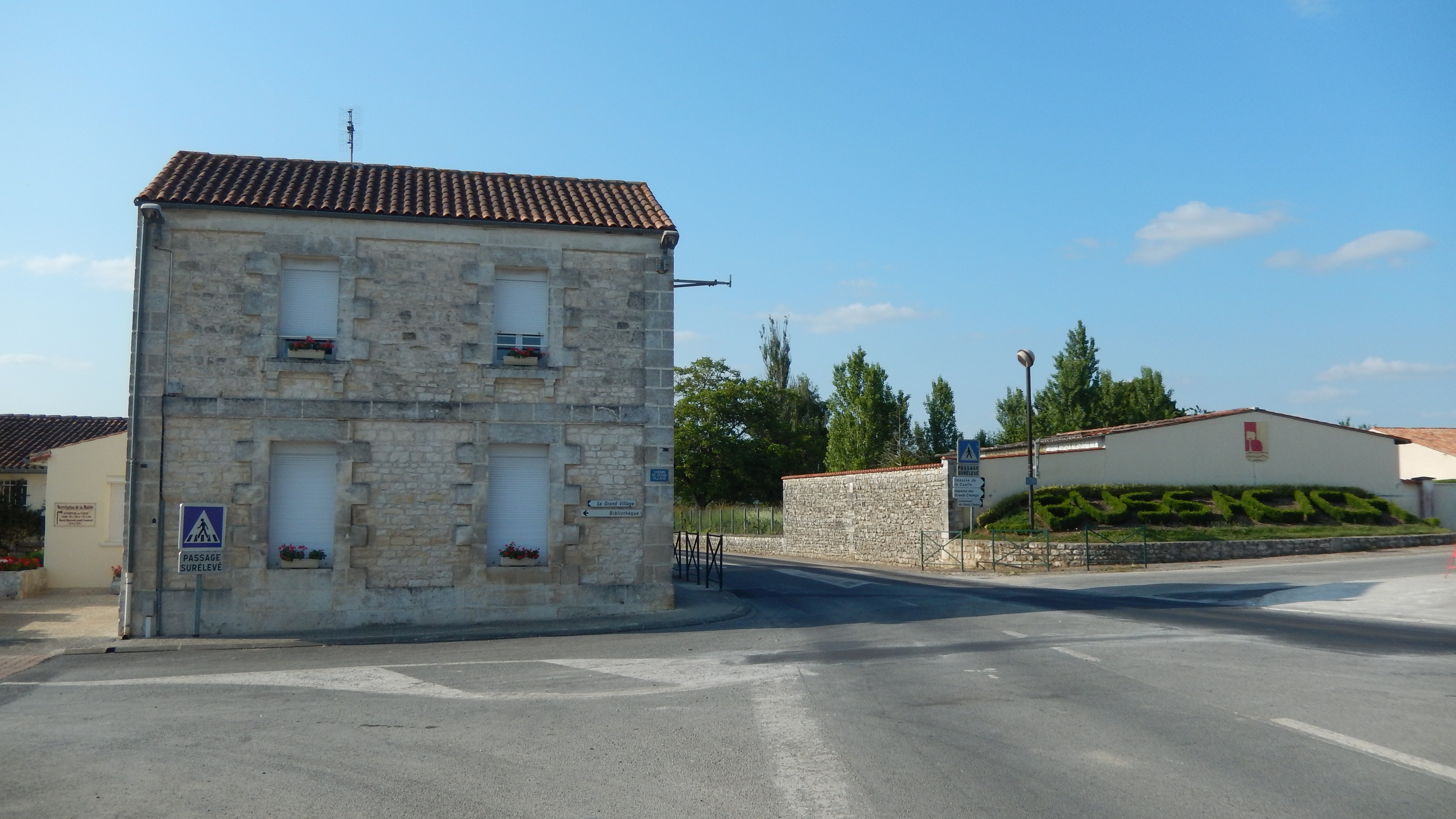
La mairie de Bussac-sur-Charente.

### Liste des maires
| Période                                  | Période  | Identité           | Étiquette | Qualité                           |
| ---------------------------------------- | -------- | ------------------ | --------- | --------------------------------- |
| Les données manquantes sont à compléter. |          |                    |           |                                   |
| 1928                                     | 1944     | Gustave Fort       |           |                                   |
| 2001                                     | En cours | Christophe Dourthe | PS        | Médecin Ancien conseiller général |

### Région
À la suite de la réforme administrative de 2014 ramenant le nombre de régions de France métropolitaine de 22 à 13, la commune appartient depuis le 1er janvier 2016 à la région Nouvelle-Aquitaine, dont la capitale est Bordeaux. De 1972 au 31 décembre 2015, elle a appartenu à la région Poitou-Charentes, dont le chef-lieu était Poitiers.

### Canton
La commune de Bussac-sur-Charente appartient au canton de Chaniers depuis mars 2015. Avant cette date, elle dépendait du canton de Saintes-Nord qui regroupait cinq communes et une partie de la ville de Saintes.

### Intercommunalité
Bussac-sur-Charente adhère à la communauté d'agglomération de Saintes - qui a remplacé l'ancienne communauté de communes du Pays Santon - dont le siège administratif est situé à Saintes.
De même, la commune appartient au pays de Saintonge Romane dont le siège est également fixé à Saintes.

Saintes et ses communes limitrophes (en orangé : communauté de communes du Pays Santon).

### Circonscription électorale
La commune est située dans la troisième circonscription électorale de la Charente-Maritime qui englobe l'arrondissement de Saint-Jean d'Angély dans sa totalité et la partie nord de l'arrondissement de Saintes (cantons de Burie, Saintes-Est - à l'exception des communes de Colombiers et La Jard -, Saintes-Nord et Saintes-Ouest). Catherine Quéré en est la députée depuis 2007.

## Population et société

### Démographie
Cette commune essentiellement résidentielle, située dans la première couronne péri-urbaine de Saintes, est devenue une commune particulièrement attractive. Elle participe à la croissance démographique de l'aire urbaine de Saintes.

#### Une commune résidentielle en plein essor démographique
Aujourd'hui, Bussac-sur-Charente, qui appartient à la première couronne péri-urbaine de Saintes fait partie de l'aire urbaine de Saintes. Il s'agit d'une commune particulièrement dynamique qui a connu une transformation considérable, caractérisée autant par un essor spectaculaire de sa population que par la densification de son habitat.
Elle a en effet plus que doublé sa population, passant de 516 habitants en 1946 à 1 247 habitants en 2007.
C’est à partir du recensement de population de 1999, qu’elle a franchi, pour la première fois de son histoire démographique, le seuil du millier d’habitants avec 1 123 habitants.
Bussac-sur-Charente fait partie des rares communes de la Charente-Maritime, et notamment de la Saintonge, à avoir dépassé son maximum démographique qui fut de 708 habitants en 1841. Il lui fallut attendre plus d'un siècle pour que ce seuil historique soit franchi! Ainsi, en 1982, la commune dénombrait alors 860 habitants. Le minimum démographique de Bussac-sur-Charente eut lieu en 1936 avec 455 habitants, il résultait des conséquences d’un très long mouvement d’exode rural qui frappa la commune dès 1846, c’est-à-dire bien avant la désastreuse crise du phylloxéra qui ravagea le vignoble charentais dès 1875.
De l'état d'un village agricole et viticole au lendemain de la dernière guerre mondiale, Bussac-sur-Charente s’est progressivement transformée en commune résidentielle aux portes de Saintes.
L'habitat de type pavillonnaire, réparti en de nombreux lotissements communaux, s'est considérablement développé à partir des années 1970. Il s'est concentré essentiellement autour du bourg qui se trouve face au village de Narcejac, extension urbaine de Saintes, que sépare la Charente, et il s’est développé le long des voies de communication, dans la vallée, en direction des villages de Port-Berteau, en limite de la commune de Fontcouverte, au sud-est, et du gros village des Guilloteaux, qui jouxte la commune de Saint-Vaize, au nord-ouest.
L'urbanisation de la commune est donc surtout linéaire et la densification de son habitat en fait l'une des communes les plus densément peuplées de l'arrondissement de Saintes avec 125 habitants au km2 (moyenne de l’arrondissement de Saintes en 2007 : 78 hab./km2, moyenne du département de la Charente-Maritime en 2007 : 88 hab./km2).

#### Évolution démographique
L'évolution du nombre d'habitants est connue à travers les recensements de la population effectués dans la commune depuis 1793. Pour les communes de moins de 10 000 habitants, une enquête de recensement portant sur toute la population est réalisée tous les cinq ans, les populations de référence des années intermédiaires étant quant à elles estimées par interpolation ou extrapolation. Pour la commune, le premier recensement exhaustif entrant dans le cadre du nouveau dispositif a été réalisé en 2005.

En 2022, la commune comptait 1 313 habitants, en évolution de +2,9 % par rapport à 2016 (Charente-Maritime : +4,04 %, France hors Mayotte : +2,11 %).
| 1793 | 1800 | 1806 | 1821 | 1831 | 1836 | 1841 | 1846 | 1851 |
| ---- | ---- | ---- | ---- | ---- | ---- | ---- | ---- | ---- |
| 573  | 490  | 440  | 547  | 538  | 665  | 708  | 695  | 642  |

| 1856 | 1861 | 1866 | 1872 | 1876 | 1881 | 1886 | 1891 | 1896 |
| ---- | ---- | ---- | ---- | ---- | ---- | ---- | ---- | ---- |
| 642  | 651  | 615  | 618  | 622  | 596  | 556  | 555  | 516  |

| 1901 | 1906 | 1911 | 1921 | 1926 | 1931 | 1936 | 1946 | 1954 |
| ---- | ---- | ---- | ---- | ---- | ---- | ---- | ---- | ---- |
| 509  | 610  | 534  | 468  | 464  | 491  | 455  | 516  | 539  |

| 1962 | 1968 | 1975 | 1982 | 1990 | 1999  | 2005  | 2006  | 2010  |
| ---- | ---- | ---- | ---- | ---- | ----- | ----- | ----- | ----- |
| 525  | 602  | 662  | 860  | 989  | 1 123 | 1 234 | 1 238 | 1 300 |

| 2015  | 2020  | 2022  | - | - | - | - | - | - |
| ----- | ----- | ----- | - | - | - | - | - | - |
| 1 266 | 1 282 | 1 313 | - | - | - | - | - | - |

#### Pyramide des âges
La population de la commune est relativement âgée.
En 2018, le taux de personnes d'un âge inférieur à 30 ans s'élève à 26,6 %, soit en dessous de la moyenne départementale (29 %). À l'inverse, le taux de personnes d'âge supérieur à 60 ans est de 35,8 % la même année, alors qu'il est de 34,9 % au niveau départemental.
En 2018, la commune comptait 636 hommes pour 636 femmes, soit un taux de 50 % de femmes, largement inférieur au taux départemental (52,15 %).
Les pyramides des âges de la commune et du département s'établissent comme suit.
| Hommes | Classe d’âge | Femmes |
| ------ | ------------ | ------ |
| 0,3    | 90 ou +      | 1,1    |
| 10,5   | 75-89 ans    | 10,9   |
| 25,3   | 60-74 ans    | 23,6   |
| 23,2   | 45-59 ans    | 24,2   |
| 13,3   | 30-44 ans    | 14,5   |
| 13,4   | 15-29 ans    | 10,3   |
| 14,0   | 0-14 ans     | 15,4   |

| Hommes | Classe d’âge | Femmes |
| ------ | ------------ | ------ |
| 1,1    | 90 ou +      | 2,6    |
| 10,1   | 75-89 ans    | 12,6   |
| 22     | 60-74 ans    | 23,2   |
| 20,1   | 45-59 ans    | 19,7   |
| 16,1   | 30-44 ans    | 15,6   |
| 15,2   | 15-29 ans    | 12,7   |
| 15,4   | 0-14 ans     | 13,6   |

## Culture locale et patrimoine

### Lieux et monuments
Bussac-sur-Charente possède, entre autres monuments religieux ou civils, un petit château, datant du XVIIe siècle, qui est érigé en bordure du fleuve Charente sur un escarpement rocheux. Ce château fut un lieu de résidence de l'avocat général Dupaty. S'il ne se visite pas, il est cependant visible depuis la rive gauche de la Charente ou lors des croisières fluviales qui ont généralement lieu en été entre Saintes et Saint-Savinien.
Ce château se situe en aval de Port-Berteau, site sur la rive droite de la Charente, où venaient se retrouver les peintres paysagistes Courbet et Corot.

Le bourg de Bussac possède une église romane, édifiée au XIVe siècle, dont le clocher carré est coiffé d'un toit pointu en ardoise. Il domine le vieux bourg et est également visible depuis le fleuve.

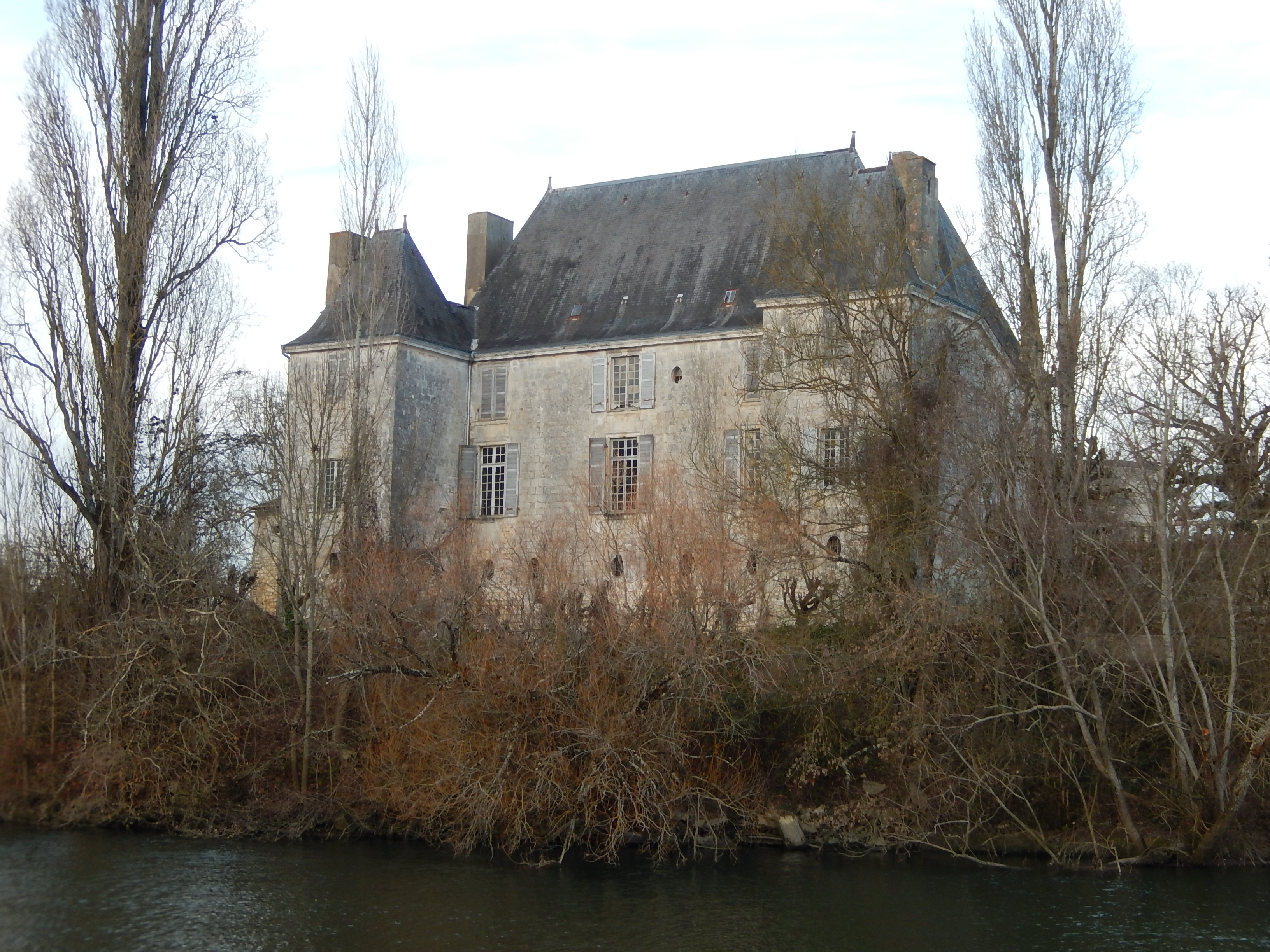
Le château de Bussac.
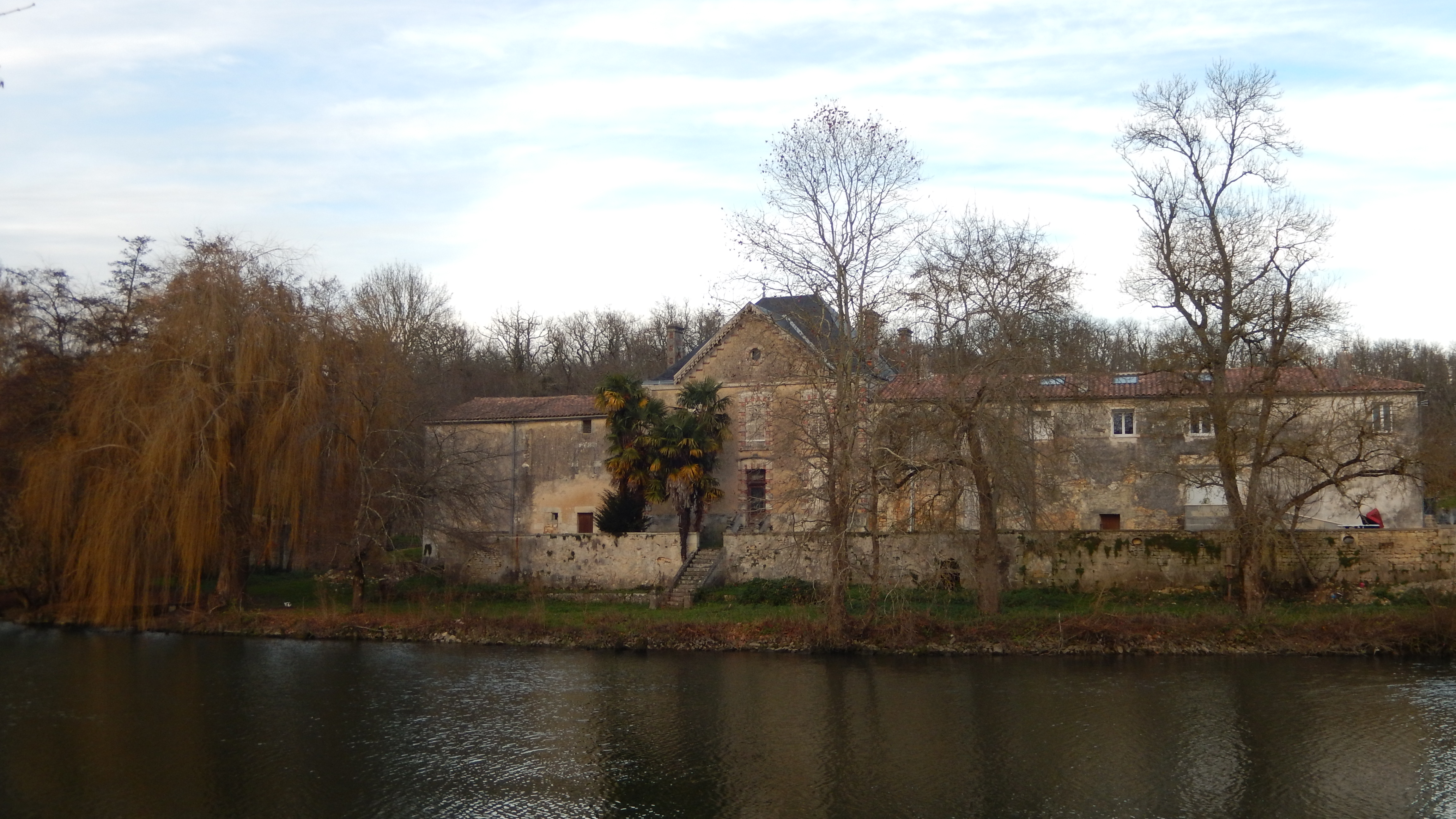
Port-Berteau, à cheval sur les communes de Bussac-sur-Charente et de Saintes.
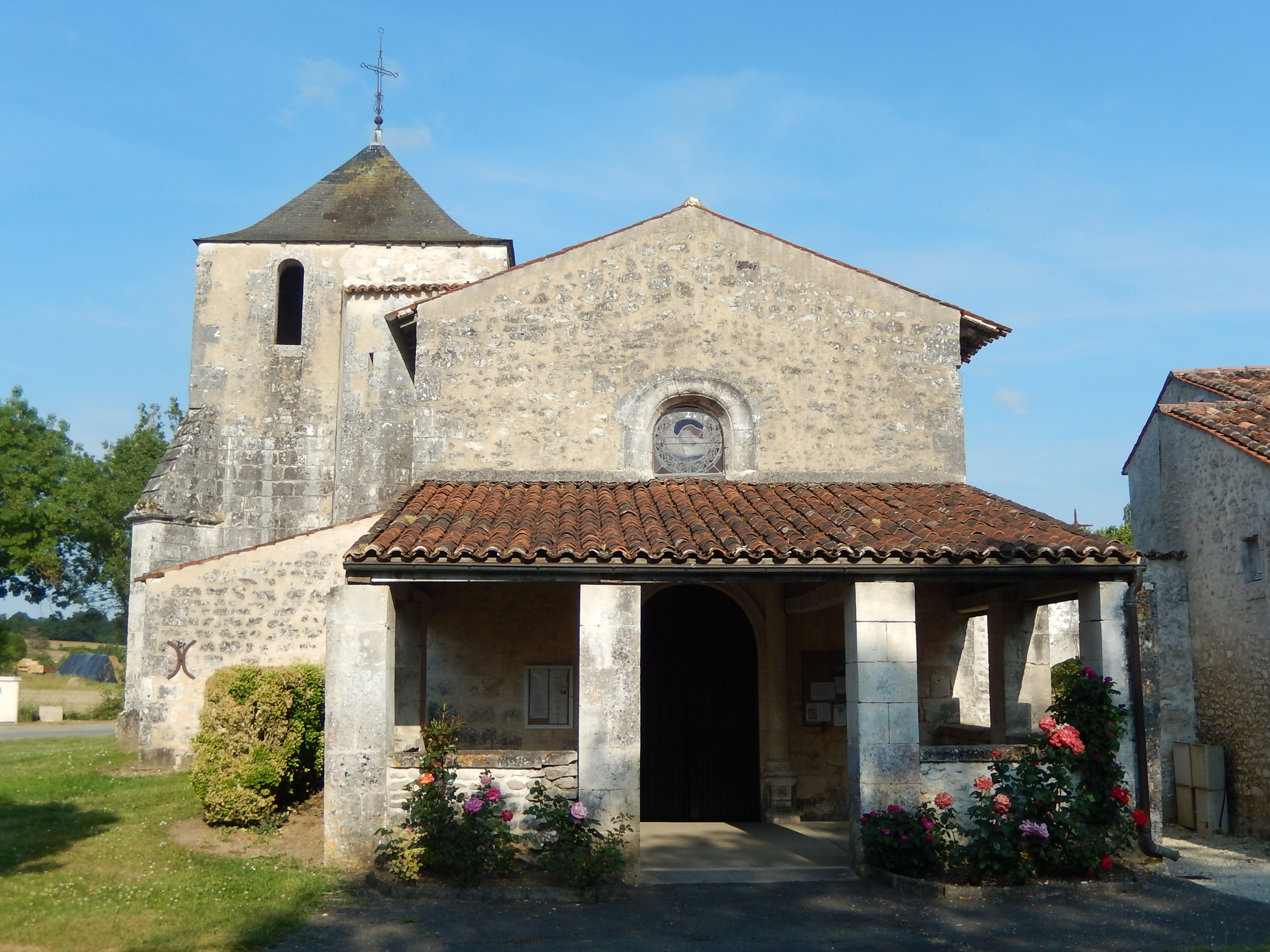
L'église de Bussac-sur-Charente.

### Personnalités liées à la commune
Personnalités du XVIIIe siècle
- Dupaty. Ce juriste résida dans le château de Bussac.

Personnalités du XIXe siècle
- Les peintres paysagistes Courbet, Louis-Augustin Auguin et Corot se retrouvaient sur les bords de la Charente à Port Berteau, petit site fluvial de la commune face à Saintes.

Personnalités du XXe siècle
- L'écrivain Vercors s'y est retiré en 1942 pour rédiger une de ses œuvres les plus célèbres Le Silence de la mer.

### Héraldique
| Blason de Bussac-sur-Charente | Blason  | Parti : au 1er de gueules à un arbre d'or mouvant de la pointe, au 2e d'or à un soleil non figuré aux rais droits de gueules mouvant de l'angle dextre de la pointe, le tout à la champagne d'or chargée de trois burelles ondées de gueules. |
| Blason de Bussac-sur-Charente | Détails | Le statut officiel du blason reste à déterminer. |

### Évènements

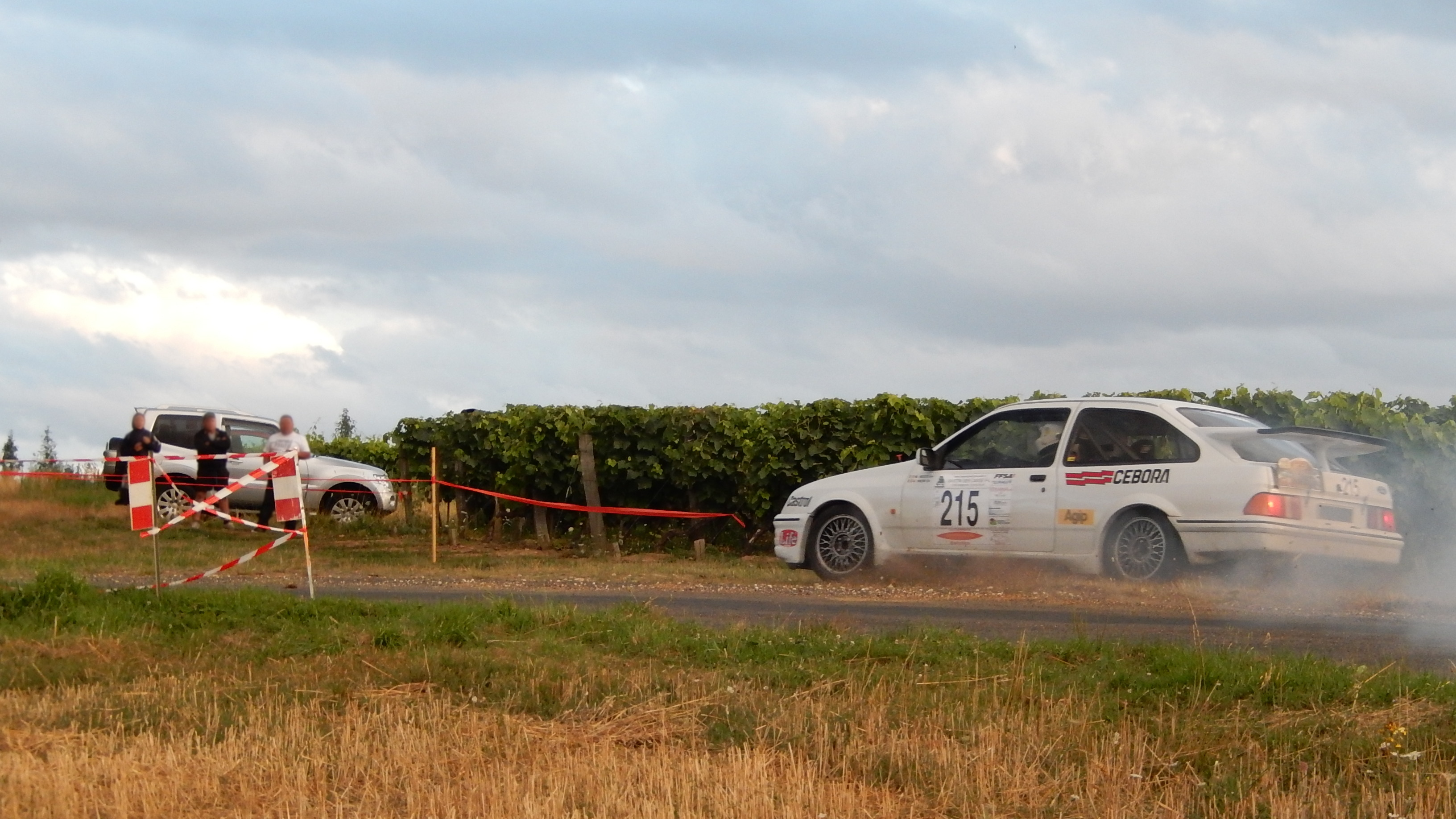
Un équipage de l'édition 2017 du Rallye de Saintonge, photographié près de Bussac-sur-Charente.

- Le Rallye de Saintonge, épreuve de rallye automobile, emprunte fréquemment les routes de la commune.